# Terre di Pedemonte
Terre di Pedemonte is een gemeente in het district Locarno dat behoort tot het kanton Ticino. Terre di Pedemonte heeft 2.609 inwoners.

## Geschiedenis
Terre di Pedemonte is een fusie gemeente die op 14 april 2013 ontstaan uit de gemeenten Cavigliano, Tegna en Verscio.

## Geografie
Terre di Pedemonte heeft een oppervlakte van 11,37 vierkante kilometer en grenst aan de gemeenten Avegno Gordevio, Centovalli, Locarno, Losone, Maggia en Onsernone.
Terre di Pedemonte heeft een gemiddelde hoogte van 366 meter.

## Wapen
De beschrijving van het wapen gaat als volgt:In Silber rotes Balkenkreus, oben rechts blaue Brücke, oben links blaue Traube mit grünem Stiel und Blatt.
Het wapen is een samengesteld wapen uit de drie voormalige gemeenten en is in 2015 in gebruik genomen.